# Fuker Frigyes Jakab
Fuker Frigyes Jakab (Kassa, 1748. március 5. – Tállya, 1805) orvos, szőlész, borász.

## Élete
A gimnáziumot szülővárosában végezte, ezután Nagyszombatban, az egyetemen orvostudományt hallgatott. 1773-ban lett orvossá, szülővárosában és Tállyán mint gyakorló orvos működött. Halálát az okozta, hogy egy téli utazása során megfagyott.
A Budapesten kiadott Vasárnapi Ujság 1892. szeptember 18-i 38. számában Kossuth Lajos 90. születésnapjára megjelent cikk szerint Kossuth Lajos keresztapja.

## Munkái
- Dissertatio inaug. medica. Generalia medicinae. Tyrnaviae, 1773. (Cenzúrai kézirata a budapesti Egyetemi Könyvtárba került)
- De salubritate et morbis Hungariae schediasma. Lipsiae, 1777. (szlovák fordítás: F. J. Fuker: De salubritate et morbis Hungariae (O zdraví a chorobách Uhorska). fordítás F. Šimon. Košice, UPJŠ 2003, ISBN 80-7097-515-6
- Klagelied von einem Ungarn auf den Tod seiner grossen und guten Königin M. Theresia. Wien, 1780
- Was Pius VI. in Wien gemacht? Eine Anfrage aus der Provinz. Wien, 1782
- Versuch einer Beschreibung des Tokayer Gebürges. Wien, 1790. (2. kiadása: Beschreibung des Tokayer Gebirges, nebst Belehrung wie bei der dortigen Weinlese verfahren wird, und wie man durch den Handel mit dem unverfälschten Tokayer Weine ein reicher Mann werden könne. Wien, 1801. 3. kiadás: Geographische und naturhistorische Schilderung des Tokayer Gebirges… Wien, 1833)
- Principia adornando systemati rationis rei litterariae deservitura. Pestini, 1791 (F. I. F.)
- Krankengeschichten und Kurarten. 1. Heft. Kaschau, 1800 (Több nem jelent meg)

Több humoros cikket írt Lübeck, Patriot. Wochenblattjába és Miscellenjeibe.